# Eoanthidium bituberculatum
Eoanthidium bituberculatum är en biart som först beskrevs av Pasteels 1984.  Eoanthidium bituberculatum ingår i släktet Eoanthidium och familjen buksamlarbin. Inga underarter finns listade i Catalogue of Life.